# Comuna Nacka
Nacka (Nacka kommun) este o comună din comitatul Stockholms län, Suedia, cu o populație de 94.423 locuitori (2013).

## Geografie

### Zone urbane
Lista celor mai mari zone urbane din comună (anul 2015) conform Biroului Central de Statistică al Suediei:
| Nr | Zona urbană  | Pop.  |
| -- | ------------ | ----- |
| 1  | Saltsjöbaden | 9.477 |
| 2  | Fisksätra    | 8.117 |
| 3  | Älgö         | 908   |
| 4  | Kil          | 861   |
| 5  | Hästhagen    | 529   |

Reședința comunei, localitatea Nacka, este inclusă în zona urbană Stockholm.

## Demografie
| \| Evoluția demografică în comuna Nacka, 1970–2015 \| Evoluția demografică în comuna Nacka, 1970–2015 \| Evoluția demografică în comuna Nacka, 1970–2015 \| Evoluția demografică în comuna Nacka, 1970–2015 \| Evoluția demografică în comuna Nacka, 1970–2015 \| \| ----------------------------------------------------------------------------------------------------- \| ----------------------------------------------- \| ----------------------------------------------- \| ----------------------------------------------- \| ----------------------------------------------- \| \| An \| \| \| Locuitori \| \| \| 1970 \| 1970 \| \| 48035 \| 48035 \| \| 1975 \| 1975 \| \| 55321 \| 55321 \| \| 1980 \| 1980 \| \| 57229 \| 57229 \| \| 1985 \| 1985 \| \| 59688 \| 59688 \| \| 1990 \| 1990 \| \| 64056 \| 64056 \| \| 1995 \| 1995 \| \| 70172 \| 70172 \| \| 2000 \| 2000 \| \| 74974 \| 74974 \| \| 2005 \| 2005 \| \| 80247 \| 80247 \| \| 2010 \| 2010 \| \| 90108 \| 90108 \| \| 2015 \| 2015 \| \| 97986 \| 97986 \| \| Sursa: SCB - Statistika Centralbyrån, Folkmängd efter region, civilstånd, ålder och kön. År 1968–2016 \| \| \| \| \| |      |  |           |       |
| Evoluția demografică în comuna Nacka, 1970–2015 |      |  |           |       |
| An |      |  | Locuitori |       |
| 1970 | 1970 |  | 48035     | 48035 |
| 1975 | 1975 |  | 55321     | 55321 |
| 1980 | 1980 |  | 57229     | 57229 |
| 1985 | 1985 |  | 59688     | 59688 |
| 1990 | 1990 |  | 64056     | 64056 |
| 1995 | 1995 |  | 70172     | 70172 |
| 2000 | 2000 |  | 74974     | 74974 |
| 2005 | 2005 |  | 80247     | 80247 |
| 2010 | 2010 |  | 90108     | 90108 |
| 2015 | 2015 |  | 97986     | 97986 |
| Sursa: SCB - Statistika Centralbyrån, Folkmängd efter region, civilstånd, ålder och kön. År 1968–2016 |      |  |           |       |